# 萊茨阿赫河
47°53′26″N 11°50′11″E / 47.89062197026564°N 11.836395263671875°E

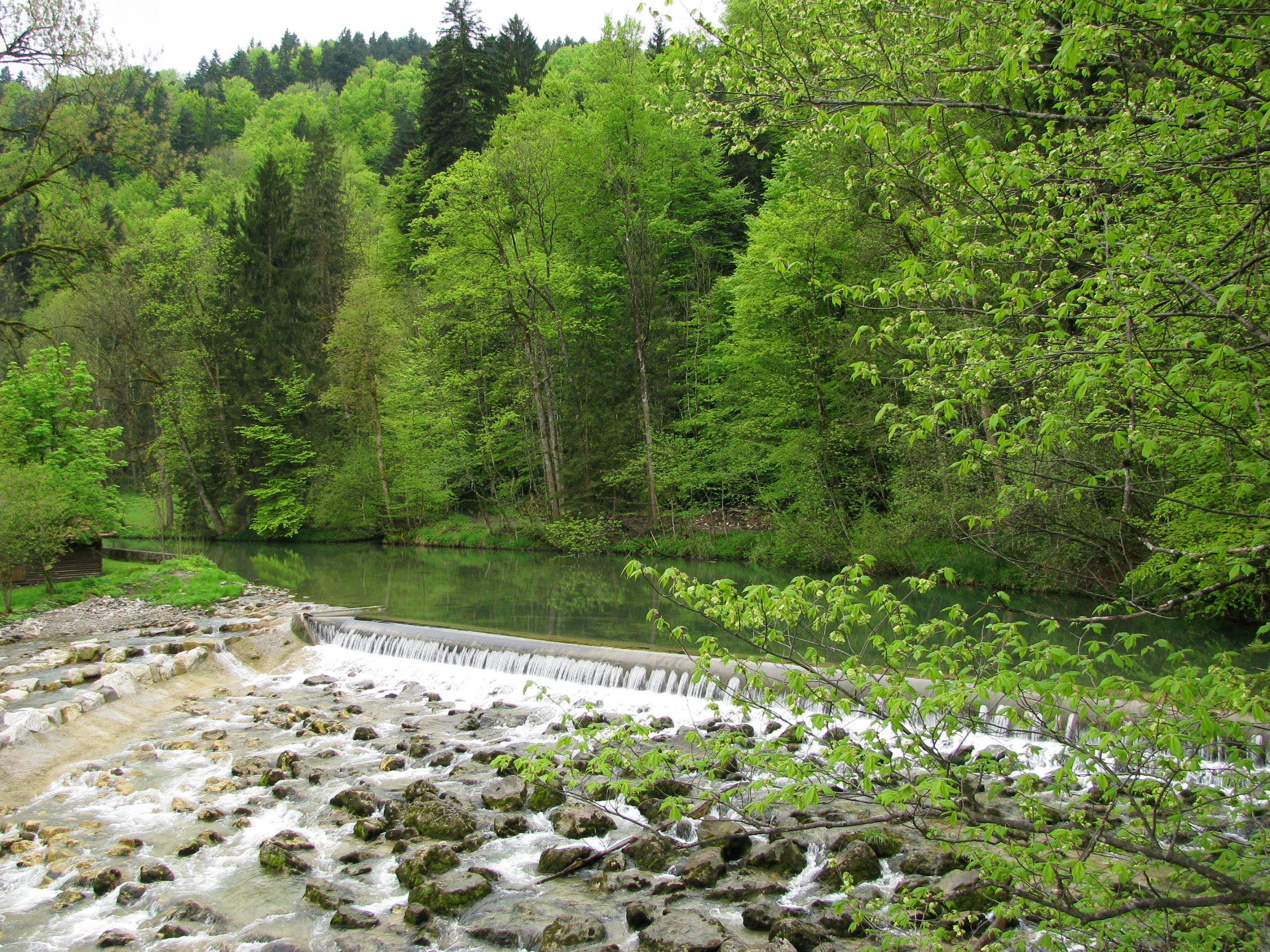

萊茨阿赫河（德語：Leitzach），是德國的河流，位於該國東南部，由巴伐利亞負責管轄，屬於芒法爾河的右支流，河道全長33.5公里，流域面積220平方公里。